# Аліена Шмідтке
Аліена Шмідтке (нім. Aliena Schmidtke, 20 листопада 1992) — німецька плавчиня. Учасниця Чемпіонату світу з водних видів спорту 2017, де у своєму півфіналі на дистанції 100 метрів батерфляєм посіла 6-те місце і не потрапила до фіналу.